# WorldWideWeb (navigateur)
Cet article concerne le premier navigateur Web. Pour le système hypertexte fonctionnant sur Internet, voir World Wide Web.
WorldWideWeb est le premier navigateur web et le premier éditeur HTML. L'inventeur du World Wide Web Tim Berners-Lee, travaillant au CERN, développe la première version d'octobre à décembre 1990. Ce navigateur fonctionne sur système d'exploitation NeXTSTEP, ce qui a permis le très rapide développement d'une telle application avec interface graphique. La diffusion a en revanche été sévèrement limitée par la rareté de l'ordinateur NeXT.
Bien plus tard, WorldWideWeb est rebaptisé Nexus pour éviter la confusion avec le World Wide Web,.
Le code source a été placé dans le domaine public en 1993.

## Historique

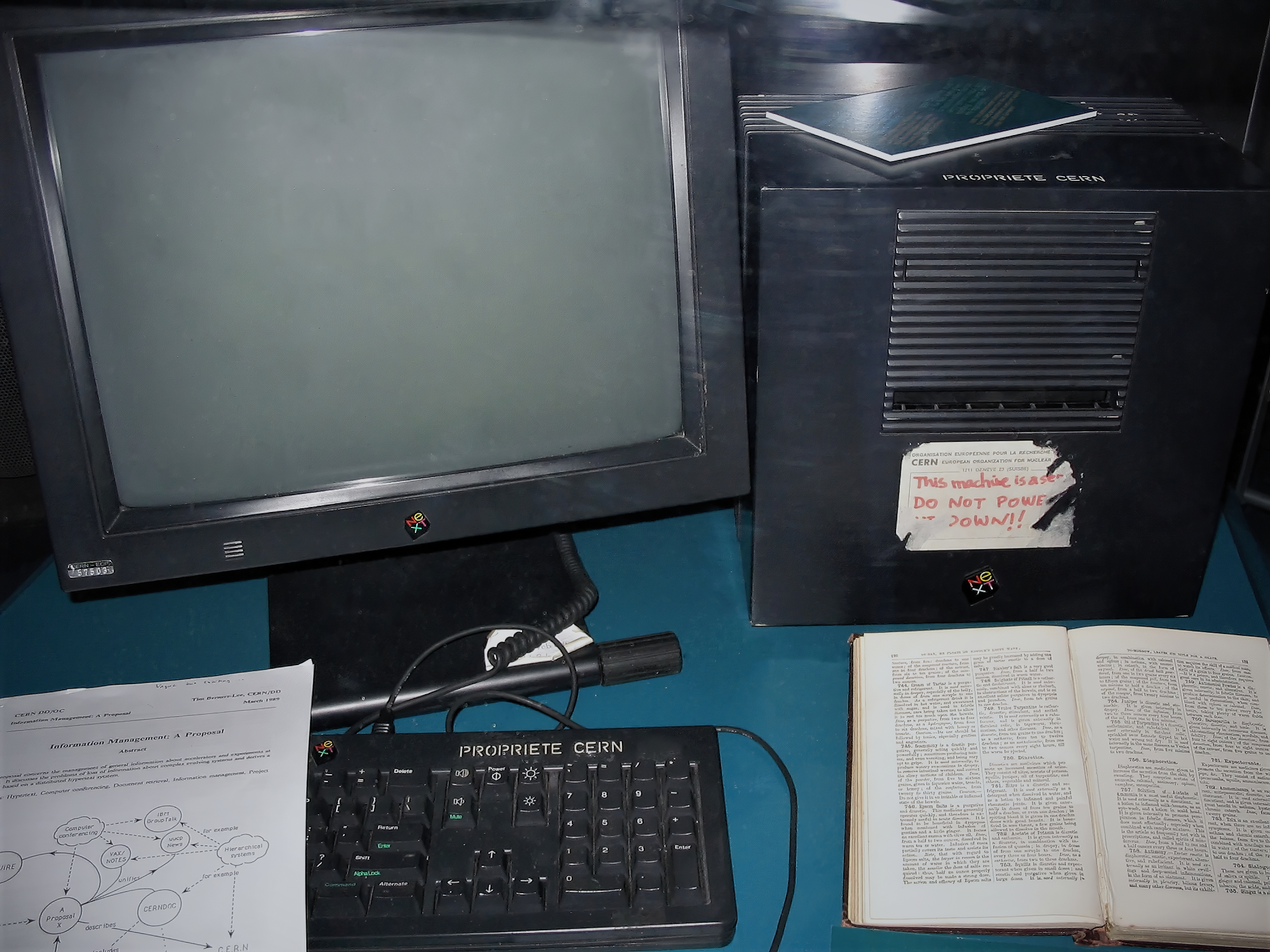
Le NeXTcube de Tim Berners-Lee, exposé au CERN

Courant 1990, Tim Berners-Lee arrive à la conclusion que les logiciels hypertexte alors disponibles ne sont pas adaptés à son projet. En septembre 1990, il convainc son chef Mike Sendall d'acheter un NeXTcube pour le développement. En octobre 1990, il débute la réalisation du navigateur. Le mois suivant, il développe les fonctionnalités d'édition. Vers Noël 1990, le navigateur-éditeur est démontrable, il fonctionne sur le NeXT de Tim Berners-Lee ainsi que sur celui acquis par Robert Cailliau, et communique avec le serveur Web info.cern.ch. Le 26 février 1991, dans une présentation interne au CERN, le projet « WorldWideWeb », dont le navigateur-éditeur sur NeXt, sont présentés.
Plusieurs versions ont ensuite circulé parmi les collègues de Berners-Lee avant d'être mises à disposition du public sur un serveur FTP et annoncé par l'intermédiaire de Usenet en août 1991. À ce moment, plusieurs personnes, dont Bernd Pollermann et Jean-François Groff, sont impliqués dans le projet. Plus tard, Tim Berners-Lee et Jean-François Groff ont adapté certaines composantes de WorldWideWeb dans une version en langage C bien plus portable que l'Objective-C, en créant la bibliothèque logicielle libwww.
Dès novembre 1990, Tim Berners-Lee a fait développer un navigateur en mode texte, le line-mode browser, littéralement navigateur en mode ligne. Ce navigateur est conçu pour être capable de fonctionner sur autant de types d'ordinateur que possible, et il est donc extrêmement simple.
Des navigateurs de tierces parties sont ensuite apparus, mais en 1993, ils ont tous été éclipsés par la popularité de NCSA Mosaic. Les personnes impliquées dans sa création se sont alors tournées vers d'autres tâches, comme celles de définir des standards pour le développement futur du Web (HTML, différents protocoles, etc.).
Le 30 avril 1993, le CERN décide de placer le code source de WorldWideWeb dans le domaine public,. Le code-source fut ensuite transféré vers une licence open source en octobre 1994 par François Flückiger.
Plusieurs versions du logiciel étaient disponibles sur le site evolt.org.

## Fonctionnalités

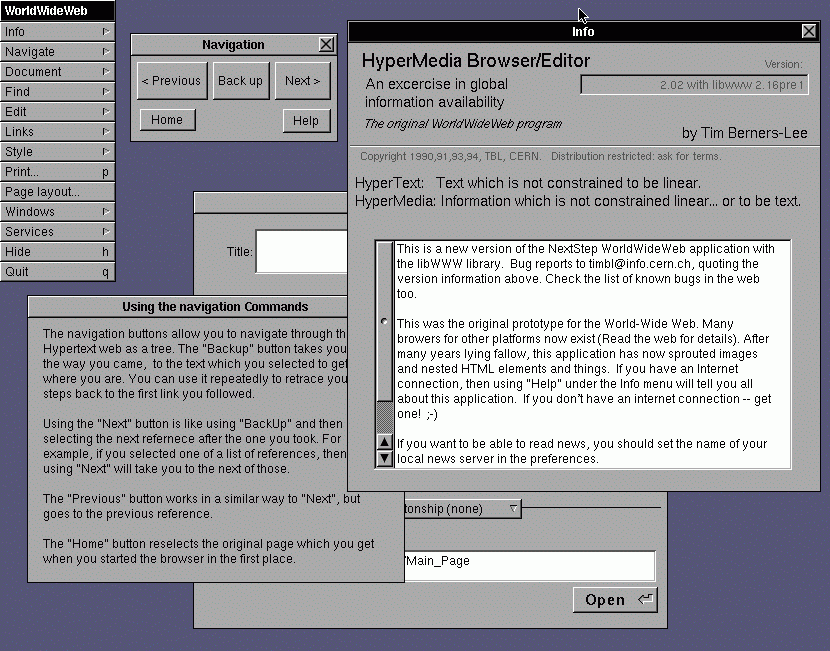
Capture d'écran du navigateur World Wide Web en anglais

Les fonctionnalités de WorldWideWeb reposent beaucoup sur NeXTSTEP. En effet, ce système offre en standard une interface graphique avec des outils de développement pour créer très facilement des fenêtres et des menus. En outre, il existe de puissants objets standard : Tim Berners-Lee indique qu'il lui a suffi d'ajouter les hyperliens aux composants de traitement de texte existants pour obtenir un éditeur WYSIWYG supportant plusieurs fontes de caractères, des styles de caractère, et même un correcteur orthographique,.
Le navigateur est capable d'afficher des documents écrit en Hypertext Markup Language (HTML), le langage inventé par Tim Berners-Lee pour mettre des hyperliens dans du texte. Il peut aussi ouvrir des fichiers de tous formats de données compatibles avec le système NeXT, dont PostScript, des films, du son.
Il faut remarquer que les images étaient affichées dans une fenêtre séparée, jusqu'à ce que la classe Text de NeXTSTEP permette de le faire dans la même fenêtre que le texte. C'est le navigateur NCSA Mosaic qui a le premier affiché les images dans le texte.
Le navigateur est capable de télécharger les données avec le Hypertext Transfer Protocol (URL http:), le protocole de communication développé pour le Web. Mais il est également capable d'accéder aux messages de Usenet (URL news:), de lire des fichiers sur disque (URL file:) et de télécharger les fichiers sur serveur FTP (URL ftp:). La possibilité d'accéder à des données par d'autres moyens que HTTP est capitale en 1990, car presque rien n'est accessible avec le protocole HTTP encore naissant.
WorldWideWeb est également un éditeur. Il permet l'édition et les liens de plusieurs pages dans différentes fenêtres. Les fonctions « Mark Selection », qui crée une ancre, et « Link to Marked », permettent de créer des liens. Éditer des pages à distance n'est pas possible.